# 長坂康正
長坂 康正（ながさか やすまさ、1957年4月10日 - ）は、日本の政治家。自由民主党所属の衆議院議員（5期）、自由民主党厚生労働部会長。
衆議院国土交通委員長、経済産業副大臣兼内閣府副大臣、内閣府大臣政務官兼復興大臣政務官、愛知県議会議員（6期）を歴任。

## 来歴
愛知県尾西市（現・一宮市）生まれ。知多郡東浦町で育つ。東海高等学校卒業。
1980年（昭和55年）3月、青山学院大学経済学部卒業。同年4月、海部俊樹衆議院議員の秘書となる。
1989年（平成元年）7月24日、宇野宗佑首相が参院選惨敗の責任をとり辞意を表明。自民党最大派閥の竹下派は自派候補の擁立を見送り、河本派の海部を担ぐ道を選ぶ。同年8月8日に行われた自民党総裁選挙で海部が当選。内閣発足後、長坂は総理大臣官邸で内閣総理大臣秘書（内閣官房調査員）を務めることとなった。

### 県議選で2度落選
1991年（平成3年）4月の愛知県議会議員選挙に知多郡第一選挙区（阿久比町・東浦町）から無所属で立候補するも、自民党現職の日高昇に敗れ落選。
1992年（平成4年）2月2日、愛知県議会尾西市選挙区の浅野春義が病死。浅野が海部俊樹の系列に属していたことから、補選の後継選びは海部の後援会「尾西カイフ会連合会」が軸となって進められた。同連合会は2月20日頃から市内の50代の織物会社社長に出馬を要請。しかし3月4日までに会社社長が断ったため、連合会は3月8日、東浦町に住んでいた長坂の擁立を決めた。尾西市は母親の実家があるところでもあった。この決定に系列市議から「転入者を候補にするのはおかしい」との声が続き、一時は40代の市議が出馬の構えを見せた。そのため衆議院旧愛知3区全体の海部の後援会幹部は反対者に上京を勧め、3月9日に市議らは海部と面談。ようやく矛を収めた。長坂は3月10日に住所を同市三条郷東藤に移し、告示日前日の3月12日、自民党からも公認を受けた。同日、織物販売会社社長の丹羽昭三が「無投票は好ましくない」と急遽出馬の意向を表明した。3月13日の出陣式で海部系の森秀夫市長は「よそ者に対する閉鎖的な風土があるとすれば除去したい」と述べ、長坂支援をアピールした。
有権者の半数が "海部党" といわれ、保守系市議18人のうち15人は海部系という尾西市において当選は盤石かと思われたが、3月20日に海部が応援演説を行った会場では1100用意した椅子のうち、300は空席というあり得ない光景が見られた。補選は3月22日に実施され、長坂は594票の小差で敗れ落選した（丹羽7,782票、長坂7,188票）。投票率は36.04％で、過去最低を記録した1983年4月の県議選・尾西市選挙区の40.85％を4.81ポイント下回った。

### 県議初当選
1994年（平成6年）4月4日、丹羽昭三が病死。同年5月22日に行われた愛知県議会議員補欠選挙に自民党公認で立候補し初当選した。
同年6月29日に行われた首班指名で自民党総裁の河野洋平が社会党の村山富市に投票することを決めると、海部はこれを拒否して自民党を離党。そして非自民・社会・さきがけの首班候補に擁立され、落選した。同年9月28日、小沢一郎の主導による新党準備会が発足。小沢はここでも実質的な権力掌握を目指し、「党首海部俊樹―幹事長小沢一郎」という絵を描いた。11月末、海部が尾西市議会の自派の市議団「至誠クラブ」11人に「そろそろ決断を」と自民党離党を迫ると、至誠クラブは「市議も県議も自民に残る。長坂県議は来春の統一地方選で自民公認で出る」と返答した。「海部氏は離党の際、地元に一言も相談しなかった」という感情的なこじれも表面化し、12月10日の新進党旗揚げを前に海部は苦しい立場に追い込まれた。
こうした影響もあり、自民党からの離党の是非で悩んでいたが、1995年（平成7年）の県議選では自民党公認で立候補し、無投票により再選した。
2011年（平成23年）の県議選は、「一宮市及び葉栗郡選挙区」（定数5）と「尾西市選挙区」（定数1） が統合されて「一宮市選挙区」（定数5）となった。この選挙で自民党は長坂、岩村進次、吉田真人、栗田宏の4人の現職に公認を出すが、栗田のみが落選。長坂は通算6期目の当選を果たす。自民党愛知県連青年局長、県議団長、県連幹事長などを務めた。

### 衆議院議員へ
2011年（平成23年）12月16日、衆院選愛知9区に立候補する意志を固める。
2012年（平成24年）1月18日、自民党本部は愛知9区支部長を長坂に決定。同年11月30日、県議を辞職。同年12月16日の第46回衆議院議員総選挙に愛知9区から立候補。民主党現職の岡本充功、元総務官僚の中野正康（日本維新の会公認、現在、一宮市長）ら4人の候補者を破り、初当選した。
2014年（平成26年）、第47回衆議院議員総選挙で再選。前回比例復活できなかった岡本を再び退けるも、岡本は比例区で復活当選を果たした。
2017年（平成29年）3月8日に菅義偉内閣官房長官から厳重注意を受けた内閣府大臣政務官兼復興大臣政務官の務台俊介は、翌9日に辞表を提出した。務台の後任として長坂は3月10日付で同政務官に就任した（地方創生、地方分権改革、海洋政策・領土問題、行政改革、食品安全、規制改革等を担当）。同年8月10日発足の第3次安倍第3次改造内閣で留任。
同年10月の第48回衆議院議員総選挙で3選。同年11月、第4次安倍内閣で内閣府大臣政務官兼復興大臣政務官に再任（2018年10月まで）。
2020年（令和2年）9月18日、菅新内閣で経済産業副大臣兼内閣府副大臣に就任。
2021年（令和3年）10月31日の第49回衆議院議員総選挙で岡本を破り4選。岡本は比例復活もかなわず議席を失った。
2023年10月、衆議院常任委員会である、衆議院国土交通委員長に就任。
2024年（令和6年）9月12日、自民党総裁選挙が告示され、9人が立候補した。長坂は同じ麻生派の河野太郎の推薦人に名を連ねた。投票日前日の9月26日夜、麻生派幹部6人は都内のホテルに集まり、決選投票に高市早苗が残った場合は高市を支持する方針を決定した。会長の麻生太郎はさらに踏み込み、河野などの陣営に入っていた派閥メンバーに対し、側近議員を通じて「1回目の投票から高市に入れろ」と指示を飛ばした。同日22時半頃、産経新聞は、麻生が1回目の投票から高市を支援するよう自派閥の議員に指示を出したことをスクープした。9月27日総裁選執行。高市は1回目の議員投票で、報道各社の事前調査での30～40票を大きく上回る72票を獲得した。党員数と合わせた得票数は1位だったが、決選投票で石破茂に敗れた。長坂は中日新聞の取材に対し、1回目の投票、決選投票、いずれも投票先を公表しなかった。
同年10月27日の第50回衆議院議員総選挙で岡本に敗れたものの比例復活で5選。同年11月13日、衆議院国土交通委員長に再任。同年11月15日、自由民主党厚生労働部会長に就任。

## 政策・主張

### 憲法問題
- 憲法改正について、2017年のアンケートでは「どちらかといえば賛成」と回答[40]。2021年のアンケートでは「賛成」と回答[41]。
- 9条改憲について、2017年の中日新聞社のアンケートで「賛成」と回答[42]。
- 改正すべき項目として「自衛隊の保持を明記する」「集団的自衛権の保持を明記する」「教育の充実に向けた環境整備を行う旨を明記する」「地方公共団体の権限強化を明記する」「緊急事態に関する条項を新設する」と主張[43]。
- 安全保障関連法の成立について、2017年のアンケートで「評価する」と回答[40]。
- 集団的自衛権の行使に賛成[44]。

### ジェンダー問題
- 選択的夫婦別姓制度の導入について、2014年のアンケートでは「どちらかといえば賛成」と回答[45]。2017年、2021年のアンケートで「どちらとも言えない」と回答[40][41]。
- 同性婚を可能とする法改正について、2021年のアンケートで「どちらかといえば反対」と回答[46]。
- 「LGBTなど性的少数者をめぐる理解増進法案を早期に成立させるべきか」との問題提起に対し、「どちらとも言えない」と回答[41]。
- クオータ制の導入について、2021年のアンケートでは回答しなかった[46]。

### その他
- 原子力発電所の再稼働問題について、2017年の中日新聞社のアンケートで「運転開始から40年たった古い原発は廃炉にすべき」と回答[42]。
- 「原子力発電への依存度について今後どうするべきか」との問題提起に対し、2021年のアンケートで「現状を維持すべき」と回答[46]。
- 「他国からの攻撃が予想される場合には敵基地攻撃もためらうべきではない」との問題提起に対し、「賛成」と回答[41]。
- アベノミクスについて、2017年のアンケートで「評価する」と回答[40]。
- 安倍内閣による森友学園問題・加計学園問題への対応について、2017年のアンケートで「どちらとも言えない」と回答[40]。
- 村山談話・河野談話を見直すべき[44]。
- 特定秘密保護法は日本に必要だ[44]。
- 「消費税0％の検討」を掲げた『国民を守るための「真水100兆円」令和2年度第2次補正予算に向けた提言』に賛同している[47]。

## 所属団体・議員連盟
- 自民党たばこ議員連盟[48]
- 日本会議国会議員懇談会[49]
- 神道政治連盟国会議員懇談会[49]
- みんなで靖国神社に参拝する国会議員の会[49]
- 国際観光産業振興議員連盟
- TPP交渉における国益を守り抜く会
- 日本の尊厳と国益を護る会(幹事)[50]
- 日本の未来を考える勉強会[51]

## 不祥事
- 長坂が代表を務める政治団体「長坂会」と自民党の支部である「自由民主党愛知県第九選挙区支部」は、長坂が都内で借りた議員宿舎の住居費と駐車場代の2015年の分、計約250万円を肩代わりして支払った。議員宿舎の使用料は通常、議員の給料に当たる「歳費」から引き落とされる。長坂は引き落とされた明細を前述の2団体に示し、250万円の穴埋めをさせた。当該行為は「政治家への寄付」に当たるが、両団体とも政治資金収支報告書に肩代わり分を「事務所費」と記載したため、専門家（岩井奉信、上脇博之）から、政治資金規正法の虚偽記入違反の疑いがあると指摘された。長坂が入居する東京都港区の「赤坂宿舎」の間取りは3LDKで、使用料は月10万2,298円（2015年）。近隣の相場より格段に安い。それゆえ議員本人が当然支払うべきだという指摘もあがった[52][53]。

## 選挙歴
| 当落 | 選挙                         | 執行日         | 年齢 | 選挙区                 | 政党       | 得票数     | 得票率 | 定数 | 得票順位 /候補者数 | 政党内比例順位 /政党当選者数 |
| ---- | ---------------------------- | -------------- | ---- | ---------------------- | ---------- | ---------- | ------ | ---- | ------------------ | ---------------------------- |
| 落   | 1991年愛知県議会議員選挙     | 1991年4月7日   | 33   | 知多郡第一選挙区選挙区 | 無所属     | ーー票     | ーー   | 1    | /                  | /                            |
| 落   | 1992年愛知県議会議員補欠選挙 | 1992年3月22日  | 34   | 尾西市選挙区           | 自由民主党 | 7188票     | 48.01% | 1    | 2/2                | /                            |
| 当   | 1994年愛知県議会議員補欠選挙 | 1994年5月22日  | 37   | 尾西市選挙区           | 自由民主党 | ーー票     | ーー   | 1    | /                  | /                            |
| 当   | 1995年愛知県議会議員選挙     | 1995年4月9日   | 37   | 尾西市選挙区           | 自由民主党 | ーー票     | ーー   | 1    | 1/                 | /                            |
| 当   | 1999年愛知県議会議員選挙     | 1999年4月11日  | 42   | 尾西市選挙区           | 自由民主党 | ーー票     | ーー   | 1    | /1                 | /                            |
| 当   | 2003年愛知県議会議員選挙     | 2003年4月13日  | 46   | 尾西市選挙区           | 自由民主党 | ーー票     | ーー   | 1    | /1                 | /                            |
| 当   | 2007年愛知県議会議員選挙     | 2007年4月8日   | 50   | 尾西市選挙区           | 自由民主党 | 1万3216票  | 82.00% | 1    | 1/2                | /                            |
| 当   | 2011年愛知県議会議員選挙     | 2011年4月10日  | 54   | 一宮市及び葉栗郡選挙区 | 自由民主党 | 1万5921票  | ーー   | 5    | 4/10               | /                            |
| 当   | 第46回衆議院議員総選挙       | 2012年12月16日 | 55   | 愛知県第9区            | 自由民主党 | 9万3757票  | 39.40% | 1    | 1/5                | /                            |
| 当   | 第47回衆議院議員総選挙       | 2014年12月14日 | 57   | 愛知県第9区            | 自由民主党 | 9万8594票  | 47.27% | 1    | 1/3                | /                            |
| 当   | 第48回衆議院議員総選挙       | 2017年10月22日 | 60   | 愛知県第9区            | 自由民主党 | 10万4419票 | 47.50% | 1    | 1/4                | /                            |
| 当   | 第49回衆議院議員総選挙       | 2021年10月31日 | 64   | 愛知県第9区            | 自由民主党 | 12万213票  | 52.74% | 1    | 2/3                | /                            |
| 比当 | 第50回衆議院議員総選挙       | 2024年10月27日 | 67   | 愛知県第9区            | 自由民主党 | 7万8726票  | 41.48% | 1    | 2/3                | 5/7                          |